# U21-världsmästerskapet i basket för damer
U21-världsmästerskapet i basket för damer hade premiär 2003. Turneringen spelas inte längre.

## Resultat
| År   | Värdnation | Final   | Final    | Final          | Match om tredjepris | Match om tredjepris | Match om tredjepris |
| År   | Värdnation | Vinnare | Resultat | Tvåa           | Trea                | Resultat            | Fyra                |
| ---- | ---------- | ------- | -------- | -------------- | ------------------- | ------------------- | ------------------- |
| 2003 | Kroatien   | USA U21 | 71–55    | Brasilien U21  | Frankrike U21       | 80–66               | Kroatien U21        |
| 2007 | Ryssland   | USA U21 | 96–73    | Australien U21 | Frankrike U21       | 67–61               | Ryssland U21        |